# Гаврилов, Сергей Анатольевич
Серге́й Анато́льевич Гаври́лов (род. 27 января 1966 года, Тула, РСФСР, СССР) — российский политический деятель. Председатель комитета Государственной Думы по вопросам собственности, земельным и имущественным отношениям c 12 октября 2021 года. Член фракции КПРФ.
Депутат Государственной думы V, VI , VII и VIII созывов.
Из-за вторжения России на Украину, находится под международными санкциями Евросоюза, США, Великобритании и ряда других стран

## Биография
Родился 27 января 1966 года в Туле.
Дед по материнской линии — участник войны, капитан Григорий Нестерович Ломтадзе, похоронен в Грузии. Дед по отцовской линии — майор Василий Иванович Гаврилов, защитник Брестской крепости.
В 1989 году окончил Московский государственный университет по специальности «политическая экономия».
В 1990—1993 годах был депутатом Тульского городского совета народных депутатов.
В 1993 году защитил кандидатскую диссертацию на тему «Концепции будущего общества в экономических теориях русского анархизма», кандидат экономических наук.
В 1993, 1995 и 2003 годах безуспешно баллотировался в Государственную Думу. В 1995 году на выборах в Государственную Думу второго созыва был выдвинут Конгрессом русских общин (КРО) по Щёкинскому избирательному округу, получил около 29 тысяч голосов.
Работал советником генерального директора ФГУП «Российская самолётостроительная корпорация МиГ», затем советником гендиректора ОАО «Воронежское акционерное самолётостроительное общество». Работал в государственных банках: Государственной корпорации развития «ВЭБ.РФ» (Внешэкономбанк) и ВТБ.
В 2005 году — консультант ЦК КПРФ по экономическим вопросам.
В 2005—2007 годах — депутат Белгородской областной думы четвёртого созыва.
В 2007 году был избран депутатом Государственной думы пятого созыва по избирательному списку КПРФ в Воронежской области. Заместитель председателя комитета ГД по транспорту. Ранее занимал должность заместителя председателя комитета ГД по информационной политике, информационным технологиям и связи.
4 декабря 2011 года избран депутатом Государственной думы ФС РФ шестого созыва. Член фракции КПРФ, председатель комитета ГД по вопросам собственности.
В июле 2013 года Сергей Гаврилов приехал в Тбилиси на товарищеский матч между командами «Динамо» (Тбилиси) и «Динамо» (Москва), состоявшийся 7 июля (Гаврилов входил в консультационный совет банка ВТБ, намеревавшегося подписать спонсорский контракт с тбилисским «Динамо»). В специальном телеобращении президент Саакашвили заявил, что приездом Гаврилова была «нарушена безопасность и национальное достоинство Грузии» (в 2008 году Гаврилов в Госдуме голосовал за признание независимости Абхазии и Южной Осетии). По словам президента, он приветствует прибытие в страну российских туристов и спортсменов, «однако нахождение на территории Грузии её врагов недопустимо». После игры группа болельщиков тбилисского «Динамо» устроила акцию протеста против приезда российского депутата.
В 2014 году был наблюдателем от российского парламента на президентских выборах в Сирии. В 2015 году в составе российской делегации встречался с Башаром Асадом. В 2016 году выполнял роль алтарника на первой за долгое время службе в православном храме в Дамаске.
18 сентября 2016 года избран депутатом Государственной думы ФС РФ седьмого созыва по федеральному списку от КПРФ (№ 1 в региональной группе № 17, Белгородская область, Воронежская область). Член фракции КПРФ, председатель комитета ГД по развитию гражданского общества, вопросам общественных и религиозных объединений.
Как руководитель думского комитета, выступал против зарубежного финансирования российских НКО.
С 2017 года — координатор межфракционной депутатской группы по защите христианских ценностей.
В мае 2019 года во время протестов против строительства храма в сквере в Екатеринбурге заявил, что «пирожки в сквере заканчиваются Одессой и тоталитарными режимами», имея в виду пожар в одесском Доме профсоюзов 2 мая 2014 года, в котором погибли 48 человек.
С 2019 по 2020 г.г. входил в совет директоров АО «Почта России», являлся председателем Комитета по аудиту совета директоров АО «Почта России».
Уполномоченный по правам человека в РФ Москалькова высоко оценила работу и поблагодарила Гаврилова за принятие законодательства по защите прав граждан. Депутат был удостоен Грамоты Уполномоченного по правам человека в Российской Федерации «за особые заслуги и значительный личный вклад в развитие законодательства в сфере защиты прав человека».
19 сентября 2021 года избран депутатом Государственной думы Федерального собрания Российской Федерации VIII созыва по федеральному списку от КПРФ.
С 12 октября 2021 года — Председатель Комитета по вопросам собственности, земельным и имущественным отношениям.
В 2021 году Гаврилов избран членом Национального финансового совета, коллегиального органа Банка России.

### Скандал в Грузии в 2019 году
20 июня 2019 года в здании грузинского парламента проходило заседание Межпарламентской ассамблеи православия, президентом которой является Гаврилов. Гаврилов вёл работу заседания на русском языке, при этом сидя в кресле спикера парламента Грузии, это возмутило грузинских оппозиционных депутатов, которые утверждали что Гаврилов ранее посещал Абхазию, которую Грузия считает оккупированной территорией.
Под защитой сотрудников местной службы безопасности российские депутаты были эвакуированы и в тот же день покинули Грузию.
Вечером у здания парламента Грузии началась многотысячная акция протеста. Митингующие потребовали отставки глав парламента и МВД, а также руководителя Службы государственной безопасности. После того как требования не были выполнены, протестующие попытались штурмовать парламент.

## Законотворческая деятельность
С 2007 по 2019 год, в течение исполнения полномочий депутата Государственной Думы V, VI и VII созывов, выступил соавтором 115 законодательных инициатив и поправок к проектам федеральных законов.

## Санкции
23 февраля 2022 года, из-за признания самопровозглашённых ДНР и ЛНР, включён в санкционный список Евросоюза, так как «поддерживал и проводил действия и политику, которые подрывают территориальную целостность, суверенитет и независимость Украины, которые ещё больше дестабилизируют Украину».
24 февраля 2022 года, включён в санкционный список Канады «близких соратников режима» за голосование о признании независимости «так называемых республик в Донецке и Луганске».
24 марта 2022 года, на фоне вторжения России на Украину, включён в санкционный список США за «соучастие в войне Путина» и «поддержку усилий Кремля по вторжению в Украину», Госдеп США заявил что депутаты Госдумы используют свои полномочия для преследования инакомыслящих и политических оппонентов, нарушают свободу информации, ограничивают права человека и основные свободы граждан России.
Позднее, по аналогичным основаниям, включён в санкционные списки Великобритании, Швейцарии, Австралии, Японии, Украины и Новой Зеландии.

## Награды
- Орден благоверного князя Даниила Московского III степени (2021 год)[35]
- Почётная грамота Президента Российской Федерации (22 октября 2019 года) — за заслуги в укреплении российской государственности, развитии парламентаризма и многолетнюю добросовестную работу[36]
- Медаль Священномученика Горазда (2018 год, Православная церковь Чешских земель и Словакии)[37]
- Медаль ордена «За заслуги перед Отечеством» II степени (26 августа 2016 года) — за активную законотворческую деятельность и многолетнюю добросовестную работу[38]
- Патриаршая грамота (19 июня 2016 года)[39]
- Императорская медаль «Юбилей Всенародного подвига. 1613—2013» (2014 год, Российский Императорский Дом)[40]
- Почётная грамота правительства Российской Федерации (22 июня 2016 года) — за заслуги в законотворческой деятельности и многолетний добросовестный труд[41]
- Благодарность Правительства Российской Федерации (4 июля 2013 года) — за многолетнюю плодотворную законотворческую деятельность и развитие законодательства Российской Федерации[42]

## Семья
Женат, имеет четверых детей.
Старший сын имеет финансово-экономическое образование. В детстве сопровождал отца в поездки: в Косово, Приднестровье и др.
Придерживается православных ценностей.
Любил управлять самолётом, но, по его словам, перестал это делать из чувства ответственности перед детьми, семьёй.